# Hledání ve ztraceném prostoru 1993
Hledání ve ztraceném prostoru 1993 je sérii portrétů z roku 1993 jejichž autorem je malíř Josef Žáček. Obrazy jsou vytvořeny podle policejních fotografií na plakátech z hraničních přechodů, hledaných členů třetí generace německé Frakce Rudé armády. Byly inspirovány událostmi z 27. června 1993, smrtí člena R.A.F Wolfganga Gramse na nádraží v Bad Kleinen. Oficiálně spáchal při zatýkání sebevraždu.

## Popis díla
Cyklus kontroverzních portrétů maliř Josef Žáček vytvořil během svého studijního pobytu v Sant'Abbondiu ve Švýcarsku v témže roce.. Poprvé byly vystaveny v pražské Galerii Behémót v roce 1994; výstava vzbudila velký ohlas.
Série se skládá z 5 obrazů zbylých hledaných příslušníků německé Frakce Rudé armády : Barbara Meyer, Christoph Eduard Seidler, Horst Ludwig Meyer, Andrea Martina Klump a Sabine Elke Callsen. Podobizny vytvořené černým pigmentem o rozměrech 190 × 150 cm jsou více či méně nezřetelnými skvrnami připomínající lidské tváře. Ty jsou doprovázené jmény a údaji o věku a tělesné výšce. Spíše než o portréty jde o aluzi na cosi jako „zatykače“.
Toto dílo je variaci Žáčkova postoje ke světu; autor klade nepříjemné otázky o smyslu a povaze anarchie i  terorismu. Výstižnou interpretaci Žáčkův umělecký postoj poskytuje text historika umění Ludvik Hlaváček v knize Anticorps: „...Žáčkův příznačný zájem o osobní, intimně prožívané porozumění, odmítající institucionální zprostředkování a zařazování významů do předem připravených a tendenčních kadlubů, posouvá od historických a kulturních oblastí k poloze, kterou praktický obecný názor řadí do politiky. Stejně jako v náboženství nevidí malíř explicitní strukturu dogmat, tak i v politice ho zajímají pouze lidské postoje a možné příčiny lidského rozhodování a ne spory politických koncepcí. Vidí tu složitost, problematičnost i nevyhnutelnost svobody člověka. Jeho kritický pohled míří na krátkozraké zdůvodňování lidského rozhodování, v němž je logika zdůvodnění ve službě institucionální moci či povrchního ztotožnění událostí s významovými schématy, které jsou po ruce.“

Cyklus obrazů Hledání ve ztraceném prostoru 1993 je ve sbírce Galerie hlavního města Prahy.

## Publikace
- Magdalena Juříková: Hledání ve ztraceném prostoru, Galerie Behémot, Praha 1994
- Marcela Pánková, Petr Rezek, Milan Kozelka: “Až budou lumíci létat.../Once lemmings fly up...“, Galerie hlavního města Prahy, 1995 ISBN 80-7010-041-9
- Antonín Kosik, Ivan M. Jirous, Petr Rezek, Vlasta Čiháková–Noshiro: Josef Žáček 90. léta, Galerie Behémot, Praha 2002
- Ivan M. Jirous, Jiří Machalický,  Richard Drury, Milan Kozelka: Josef Žáček, Galerie Aspekt, 2010 ISBN 978-80-254-7515-7
- Milan Kozelka: Startuji do San Francisca, Vetus Via, Praha, 2016 ISBN 978-80-87422-21-2
- Ludvik Hlaváček; Magdalena Juříková, Milan Kozelka: Anticorps, Galerie hlavního města Prahy, 2017 ISBN 978-80-7010-124-7